# 赤ちゃんに乾杯! 18年後
『赤ちゃんに乾杯! 18年後』（あかちゃんにかんぱい じゅうはちねんご、18 ans après）は、2003年フランス公開のコメディ映画。1985年の映画、赤ちゃんに乾杯!の続編。
タイトルの通り前作から18年後が舞台となっており、監督であるコリーヌ・セローをはじめ、メインキャストであるローラン・ジロー、ミシェル・ブジュナー、アンドレ・デュソリエらも引き続き同役をつとめている。日本では2003年6月に、第11回フランス映画祭横浜で上映された。

## ストーリー
独身貴族のピエール、ミシェル、ジャックに育てられたマリー。18年の歳月を経て高校を卒業した彼女は、アメリカから帰国した母・シルヴィアと南フランスで夏を過ごすことに。そこへ2人の子を持つシルヴィアの夫やマリーの友人らも合流し、にぎやかなバカンスがはじまる。やがてマリーの初恋も実りはじめ、3人のパパたちは再びマリーに振り回されることとなる。

## キャスト
- ピエール：ローラン・ジロー
- ミシェル：ミシェル・ブジュナー
- ジャック：アンドレ・デュソリエ
- マリー：マドレーヌ・ベッソン（フランス語版）
- シルヴィア：フィリピーヌ・ルロワ＝ボリュー（フランス語版）
- ジュリー：リーヌ・ルノー（フランス語版）
- アルテュール：ジェームス・ティエレ（フランス語版）
- ルドヴィカ：ロリータ・シャマー（フランス語版）
- ズズー：ジャンヌ・マリーヌ（フランス語版）
- 薬剤師：アニク・アラーヌ（フランス語版）

## スタッフ
- 監督：コリーヌ・セロー
- 脚本：コリーヌ・セロー
- 音楽：コリーヌ・セロー
- 製作総指揮：クリスティーヌ・ゴズラン
- 製作：アラン・サルド
- 撮影：ジャン＝フランソワ・ロバン（フランス語版）
- 編集：カトリーヌ・ルノー
- キャスティング：リチャード・ルソー
- 美術：ミシェル・アベ＝ヴァニエ
- 制作プロダクション：Canal+

## 劇中使用曲
- Tres Gotas de Agua Bendita（歌：グロリア・エステファン）

## 関連作品
- スリーメン&ベビー（1987年）：前作「赤ちゃんに乾杯!」のハリウッドリメイク版
- スリーメン&リトルレディ（1990年）：「スリーメン&ベビー」の続編